# روبرت إس. ودورث
روبرت إس. ودورث (بالإنجليزية: Robert S. Woodworth)‏ هو عالم نفس وأستاذ جامعي أمريكي، ولد في 17 أكتوبر 1869 في ماساتشوستس في الولايات المتحدة، وتوفي في 4 يوليو 1962 في نيويورك في الولايات المتحدة.

## وصلات خارجية
- روبرت إس. ودورث على موقع الموسوعة البريطانية (الإنجليزية)